# Horváth Danó
Horváth Danó (Balassagyarmat, 1850. szeptember 22. – Balassagyarmat, 1904. április 13.) árvaszéki ülnök, lapszerkesztő.

## Élete
Horváth Miklós és András Mária szegény iparos szülők fia. Középiskoláit a selmeci evangélikus líceumban végezte; a jogi tanulmányokat az eperjesi kollégiumban hallgatta. Az ottani jogászegylet, a Kölcsey-kör és a dalegylet elnöke volt. A jogi államvizsgák befejezése után szülővárosába ment, ahol 21 éves korában lapszerkesztő lett; politikai és társadalmi cikkeivel hasznos működést fejtett ki. 1877-ben vármegyei aljegyzőnek, később árvaszéki ülnöknek választatott meg, tiszteletbeli főjegyzőséggel is kitüntették. Elnöke volt a balassagyarmati iskolaszéknek és tagja minden városi bizottságnak. Balassagyarmaton csaknem minden egylet létesítésénél és fejlesztésénél közreműködött; így Komjáthy Jenő korán elhunyt költővel ő indította meg a Madách Imre-emlék ügyét; több ezer forintot gyűjtve, Roskovics Ignác festménye Nógrád megye tanácstermét díszítette és 2500 forint alapítvány maradt a nógrádi középiskolák tanulóinak ösztöndíjaira.

## Munkája
- Talizmán. Balassa-Gyarmat, 1871. (Költemények.)

Szerkesztette az Ipoly c. balpárti politikai közlönyt 1871-72-ben és a Nógrádi Lapok és Honti Hiradó c. szabadelvű politikai hetilapot 1874-től 1895. május 5-ig Balassa-Gyarmaton.